# Erlanger Programm
Het Erlanger Programm is een invloedrijk onderzoeksprogramma dat in 1872 door Felix Klein is gepubliceerd onder de titel Vergleichende Betrachtungen über neuere geometrische Forschungen, Vergelijkende beschouwingen over recent meetkundig onderzoek. In 1872 was Klein verbonden aan de Universiteit van Erlangen, vandaar de naam. Het Erlanger Programm bepleitte een nieuwe manier om meetkundes te classificeren en te karakteriseren op basis van de projectieve meetkunde en de groepentheorie. Op dat moment was er reeds een familie van nieuwe niet-euclidische meetkundes ontstaan, zonder dat er nog voldoende helderheid bestond over hun onderlinge verband. Wat Klein voorstelde was op drie manieren een fundamentele vernieuwing:
- Klein legde de nadruk op de projectieve meetkunde als het verenigende raamwerk van alle door hem beschouwde meetkundes. De affiene, metrische en euclidische meetkundes zijn bijvoorbeeld speciale en geleidelijk aan restrictievere gevallen van de projectieve meetkunde.

- Klein was van mening dat de groepentheorie, een onderdeel van de wiskunde dat gebruikmaakt van algebraïsche methoden om het idee van symmetrie te abstraheren, de nuttigste manier was om meetkundige kennis te organiseren; op het moment, dat hij het Erlanger programm opstelde, maakte men alleen in de theorie van de vergelijkingen, in de galoistheorie, nog gebruik van groepentheorie.

- Klein vond dat iedere soort meetkunde op een eigen, op maat gesneden manier moet worden beschreven. In de projectieve meetkunde spreekt men bijvoorbeeld over kegelsnedes, maar niet over cirkels of hoeken, omdat deze begrippen niet invariant zijn onder projectieve transformaties. De vereniging van de theorie van verschillende meetkundes zou kunnen worden verklaard door de manier waarop de ondergroepen van een symmetriegroep zich tot elkaar verhouden.

In feite zegt Klein dat om aan meetkunde te doen twee dingen nodig zijn: een verzameling punten en een transformatiegroep. Meetkunde is de studie van de invarianten onder deze transformaties. Wanneer we iets aan de verzameling, of aan de groep veranderen hebben we een andere meetkunde. Alles wat niet invariant is is in feite onbelangrijk.